# 隐蔽前线
隐蔽前线（英语：Covert Front）是一家名为蜡笔游戏的工作室推出的一个flash游戏系列，由马修·斯库尼克和卡罗尔·肯温斯基，属解谜游戏。该游戏系列分为四部，目前已经停止更新。

## 概述

### 游戏背景
对于背景的设置，该游戏的描述是“在1904年，第一次世界大战已经持续了三年。一个名叫卡拉（Kara）的间谍接到任务，要求去搜索有关一个名为卡尔·冯·特顿（Karl von Toten）的教授的一项发明。”而实际上，一战是在1914年才开始的。

### 版本
该系列游戏共四部，分别是：
- all quiet on the covert front - 第1部[2]
- episode 2:station on the horizon - 第2部[3]
- night in Zurich -第3部[4]
- the Spark of Life - 第4部[5]

## 各版本介绍

### 第1部
第1部游戏内容主要是在特顿的家里进行搜索，游戏的操作步骤比较简单。此外，除卡拉外，游戏中没有其他人物出现。
由于第1部为蜡笔游戏的早期作品，物品栏以大图标的形式置于画面顶端，这种情况在《掩护前线》的第2部以及在《迷雾之秋》（The Fog Fall）的第1、2部中也有体现。
在游戏步骤的设置方面，该部的步骤设计有一些疏漏，即有些物品按照作者的意愿是需要拾取的，但操作者在不拾取那些物品时仍能完成游戏。

### 第2部
第2部与第1部发布时间相隔较短，前后仅3个月。
这一部与之前一部衔接较紧密，操作步骤较第1部来说略显复杂。游戏场景主要设置在特顿家的地下室。
在画面上，物品栏的样式仍然与第一部中的相同，但是会出现物品栏堆满的状况；相似的状况在《迷雾之秋4》里也有，但在那个游戏中存在有几处物品的存放装置（如冰箱、保险柜等），用来存放操作者暂时用不到的物品。此外，该部的画面细节有了一些提升，例如地面上的碎石块可以翻动等，虽然说来，这些细节的设置对游戏进展并没有什么帮助作用。

### 第3部
该部较前两个作品来说变化较大。在画面上，作者重新设计了间谍卡拉的形象，并且在游戏画面中加入了对焦效果（即近实远虚或近虚远实）。在操作上，游戏中加入了少量可以通过鼠标移动来切换场景的地方，且原有的顶置物品栏被改到了画面底端，可以展开或隐藏，但这样设计会使操作者在画面靠下部位操作时容易发生误操作，错误地将物品栏展开或隐藏（第4部中取消了隐藏这一功能）。
此外第3部也是这4部游戏中内容最为繁多的一部，整个游戏被划为5节。

### 第4部
该部为最后一部，所以之前3部中没有解释的疑问在这一部中都会被给出答案。
值得注意的是，在这部游戏里出现了许多与第1部里相似的场景，在游戏进行的后半段则出现了与《高端机器》（Submachine）相类似的场景。

## 其他相关内容

### 《掩护前线》与《高端机器》的联系
《隐蔽前线4》中的部分内容（如游戏接近末尾时出现的光屏障）与《高端机器7：核心》（7:the Core）里面的内容有些类似，并且之后画面中呈现的特顿在桌子旁焊接的物件则与《高端机器3：循环》（3:the Loop）中的坐标显示器相仿。

### 多用物品与重复物品
《隐蔽前线》中的物品绝大多数是一次使用的，用后即弃。这一点是与《高端机器》等游戏相区别的一个标志。但《隐蔽前线》中仍存在有少数多用物品；如撬棍，在第1、4部中都出现过，甚至在第4部中卡拉用撬棍敲死尼古来，推动整个故事情节的结束。
另外，《隐蔽前线》中除纸条外从未出现过重复物品，而在蜡笔游戏的其他作品中出现重复物品的现象比较普遍，如《迷雾之秋4》里操作者需要拾取的棋子多达十几个。

## 关于蜡笔游戏
蜡笔游戏是波兰人马修·斯库尼克和卡罗尔·肯文斯基创办的一家工作室，主要制作flash游戏和漫画。